# Antoni Pączek
Antoni Władysław Pączek (ur. 13 czerwca 1891 w Sosnowcu, zm. 30 stycznia 1952 w Warszawie) – polski działacz socjalistyczny i związkowy, poseł na Sejm II RP od 1919 do 1935, prezydent miasta Lublina w latach 1927–1929.

## Życiorys

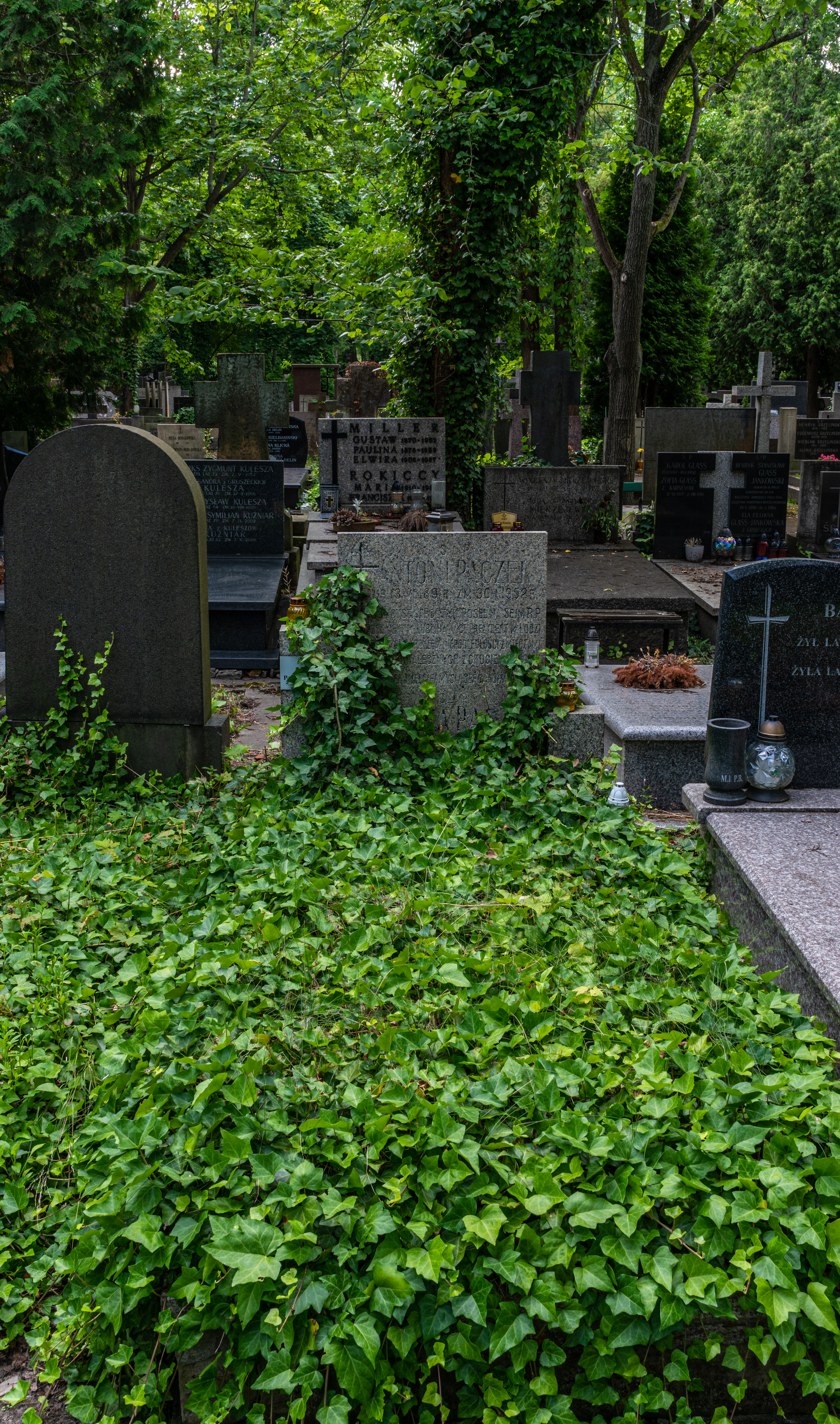
Grób Antoniego Pączka na cmentarzu Powązkowskim

Syn Antoniego, felczera i Aleksandry z domu Żwadło. Po ukończeniu 6-oddziałowej szkoły fabrycznej, od 1902 pracował w fabryce „W. Fitzner i K. Gamper” w Sosnowcu. Działalność w PPS rozpoczął w lutym 1905. Krótko był członkiem Organizacji Bojowej PPS. Po rozłamie wszedł do PPS Frakcji Rewolucyjnej. W 1909 był aresztowany. Gimnazjum ukończył w Kijowie. Od 1910 działał w Związku Walki Czynnej oraz Związku Strzeleckim. Od 1912 do 1913 służył w 129 besarabskim pułku piechoty armii austriackiej. Według innej wersji w tym czasie prowadził agitację antyrosyjską wśród żołnierzy Polaków z garnizonu kijowskiego, co wskazuje, że służył w wojsku rosyjskim.
Od 1913 pracował jako technik-elektryk w Krakowie.
Po wybuchu I wojny światowej zgłosił się do IV batalionu Legionów Tadeusza Furgalskiego ps. „Wyrwa”. Od tego czasu służył w 1 pułku piechoty Legionów Polskich. Po kryzysie przysięgowym w lipcu 1917 został internowany w Szczypiornie, skąd zbiegł do Ostrowca.
W Ostrowcu stanął na czele związku zawodowego metalowców, a następnie Rady Związków Zawodowych. W listopadzie 1918 organizował rozbrajanie okupantów i tworzenie Milicji Ludowej PPS.
W lutym 1919 został wybrany na posła do Sejmu Ustawodawczego RP z listy nr 6 PPS w okręgu wyborczym nr 24 Sandomierz—Opatów—Iłża, w miejsce zmarłego Franciszka Loefflera. Ślubowanie złożył 7 marca 1919. W Sejmie pracował w komisjach: odbudowy kraju, robót publicznych, skarbowo-budżetowej, wodnej oraz prawdopodobnie wojskowej. Był przewodniczących Okręgowego Komitetu Robotniczego PPS w Ostrowcu oraz radnym w tym mieście. Był również ławnikiem Sądu Okręgowego w Radomiu. W trakcie wojny polsko-bolszewickiej w 1920 był emisariuszem Związku Obrońców Ojczyzny w rejonie Zamościa.
W wyborach parlamentarnych w 1922 został wybrany z listy nr 2 (PPS) w okręgu wyborczym nr 23 (Iłża). W Sejmie I kadencji był sekretarzem komisji skarbowo-budżetowej. Pełnił również funkcję gospodarza w Prezydium Związku Parlamentarnym Polskich Socjalistów.
W wyborach parlamentarnych w 1928 został ponownie wybrany na posła do Sejmu z listy nr 2 PPS, w okręgu wyborczym nr 23 (Iłża). W Sejmie II kadencji od 8 czerwca 1928 pracował w komisji kontroli długów państwa.
19 sierpnia 1927 Rada Miejska w Lublinie (w której większość miała PPS) wybrała go na prezydenta miasta. Jednak po rozłamie w PPS w październiku 1928 i przejściu do Klubu Parlamentarnego PPS dawnej Frakcji Rewolucyjnej, w październiku 1928 doszło do jego konfliktu z dotychczas popierającą go PPS. W wyniku konfliktów 26 lutego 1929, minister spraw wewnętrznych Felicjan Sławoj Składkowski rozwiązał Radę Miejską Lublina oraz zwolnił Antoniego Pączka ze stanowiska.
Po wyjeździe z Lublina, mieszkając w Warszawie (na Grochowie przy ul. Chłopickiego 16), prowadził szeroką działalność polityczną, związkową i samorządową. Był członkiem Centralnego Komitetu Robotniczego PPS d. Frakcji Rewolucyjnej.
W wyborach parlamentarnych w 1930 jako członek PPS dawnej Frakcji rewolucyjnej uzyskał mandat z w 1930 z listy nr 1 (BBWR) w okręgu wyborczym nr 42 (Kraków). W klubie BBWR był sekretarzem grupy robotniczej. Był również II wiceprzewodniczącym komisji budżetowej. Od 1929 był wiceprezesem Centrali Zjednoczenia Klasowych Związków Zawodowych. Po rozłamie Jędrzeja Moraczewskiego, od 1931 był wiceprezesem Związku Związków Zawodowych. Od 1934 był członkiem Centralnego Wydziału Zawodowego oraz członkiem redakcji „Frontu Robotniczego”. Od 1930 był również wiceprezesem Robotniczego Instytutu Oświaty i Kultury im. S. Żeromskiego (od 1930). W 1931 wystąpił z PPS d. Frakcji Rewolucyjnej i związał się z BBW Od października 1937 do początków 1939 był jednym trzech wiceprezydentów Łodzi oraz m.in. przewodniczącym Rady Nadzorczej Gazowni Miejskiej, Komisji Teatralnej.
W okresie wojny działał w Obozie Polski Walczącej. W czasie powstania warszawskiego, po zatrzymaniu przez Niemców 22 sierpnia 1944, został wywieziony do obozu koncentracyjnego KL Mauthausen-Gusen, a pod koniec wojny pracował w fabryce samochodów Steyr Po powrocie do kraju od września 1945 był dyrektorem Uzdrowiska w Kudowie Zdroju. Od 1948 pracował w Dyrekcji Przedsiębiorstwa Państwowego „Polskie Uzdrowiska" w Warszawie. Przeszedł na emeryturę w lipcu 1951, zmarł niecałe 6 miesięcy później. Pochowany na cmentarzu Powązkowskim (kwatera 110-3-13).

## Odznaczenia
Był odznaczony m.in. Krzyżem Niepodległości z Mieczami w 1932, Krzyżem I Brygady, Krzyżem Walecznych w 1922, a także dwukrotnie (w 1938 i w 1948) Złotym Krzyżem Zasługi.

## Życie prywatne
Miał dwie córki – Kalinę i Halinę. Kalina Pączek-Pniewska została magistrem chemii, a Halina po ukończeniu szkół średnich została urzędnikiem. Kalina urodziła dwoje dzieci, syna Mirosława i córkę Elżbietę.

## Upamiętnienie
5 września 2019, Rada Miasta Lublina podjęła uchwałę o nadaniu nazwy projektowanej ulicy położonej na osiedlu Bielszczyzna. Inicjatorami upamiętnienia byłego prezydenta byli uczniowie jednego z lubelskich liceów ogólnokształcących.